# Кременчук (локомотивне депо)
Виробничий підрозділ "Локомоти́вне депо́ Кременчук" Регіональної філії "Південна залізниця" АТ "Укрзалізниця" (ТЧ-6) — одне з 10 основних локомотивних депо Південної залізниці. Розташоване на однойменній станції.

## Історичні відомості
Засноване як паровозне 1871 року. З 1960-х років обслуговує тепловози, а з 2009 року (після електрифікації станції змінним струмом) - електровози.
Насьогодні обслуговує тепловози 2ТЕ116, ТЕП70, ТЕП150, ЧМЕ3, а віднедавна - електровози ВЛ80 і ВЛ40У.